# 奧斯塔普基夫齊 (戈羅多克區)
49°18′45″N 26°31′36″E / 49.31250°N 26.52667°E
奧斯塔普基夫齊（烏克蘭語：Остапківці）是位於烏克蘭西部的村莊，由赫梅利尼茨基州裡赫梅利尼茨基區的霍羅多克市鎮負責管轄。該村面積3.43平方公里，海拔高度306米，2001年人口544。